# Taillecavat
Taillecavat är en kommun i departementet Gironde i regionen Nouvelle-Aquitaine i sydvästra Frankrike. Kommunen ligger i kantonen Monségur som tillhör arrondissementet Langon. År 2022 hade Taillecavat 288 invånare.

## Befolkningsutveckling
Antalet invånare i kommunen Taillecavat
Referens:INSEE